# Mark Blaug
Mark Blaug (* 3. April 1927 in Den Haag; † 18. November 2011 in Dartmouth) war ein britischer Wirtschaftswissenschaftler. 
Im Rahmen des Westfeldzuges wurden die Niederlande 1940 durch die Wehrmacht besetzt. Noch als Schuljunge floh Blaug in diesem Jahr aus den Niederlanden nach Großbritannien. Seinen Eltern gelang etwas später die Flucht in die Vereinigten Staaten, wohin Mark Blaug mit seinem Bruder 1942 nachreiste. Seine Ausbildung beendete er in den Vereinigten Staaten. Während seiner Lehrtätigkeit für die Yale University (1954–1962) entstand sein berühmtestes Werk Economic Theory in Retrospect, eine Darstellung der Geschichte des ökonomischen Denkens. Diesem Thema blieb er ein Leben lang verbunden. Seiner Ansicht nach kann man eine ökonomische Theorie nur dann wirklich verstehen, wenn man weiß, woher sie kam und wie sie sich entwickelte. Insbesondere der institutionelle und historische Kontext sei zum tieferen Verständnis notwendig. Später lehrte er 20 Jahre lang an der Universität London und 1963–1978 auch an der London School of Economics. 1980 veröffentlichte er sein zweitwichtigstes Werk The methodology of economics: Or how economists explain, das 1992 eine erweiterte Neuauflage erfuhr.
1989 wurde er zum Mitglied der British Academy gewählt.

## Ausgewählte Werke
- Economic Theory in Retrospect (1962)
- Introduction to the Economics of Education (1970)
- Systematische Theoriegeschichte der Ökonomie. 3 Bände. Nymphenburger Verlagshandlung, München 1971–1975.
  - Band 1: Vom Merkantilismus zu Ricardo. 1971. ISBN 3-485-04050-9.
  - Band 2: Say – Mill – Marx. 1972. ISBN 3-485-04060-6.
  - Band 3: Marshalls Ökonomie. Die Revolution des Marginalismus: Grenznutzen und Grenzproduktivitätstheorie. Grenzproduktivitätstheorie der Verteilung. 1975. ISBN 3-485-04061-4.
- The Cambridge Revolution. Success or Failure? (1974)
- The Methodology of Economics (1980) (PDF-Datei)
- Who’s Who in Economics? (Hrsg. mit Howard Vane, 1982)
- Economic History and the History of Economics (1986)
- The Economics of Education and the Education of an Economist (1987)